# Talco (Teksas)
Talco – miasto w Stanach Zjednoczonych, w stanie Teksas, w hrabstwie Titus.